# Мячково (Коломенский район)
Мя́чково — село в Коломенском районе Московской области, входит в сельское поселение Радужное.
Население — 197 чел. (2014).
В 2019 году в непосредственной близости к селу, несмотря на протесты и обращения местных жителей, жителей Коломны и Коломенского района в течение нескольких лет (в том числе и к президенту Путину), и игнорируя очевидный вред окружающей среде, властями был открыт один из крупнейших в Европе мусорных полигонов КПО «Юг».

## История
Село Мячково получило своё название в честь Ивана Яковлевича Мячко, жившего на рубеже XIV и XV веков. В середине XV века вотчина перешла в собственность одного из потомков Серкиза — Фёдора Старка-Серкизова. Его фамилия дала название соседнему селу Черкизово. Его вдова Анастасия продала село великому князю московскому Василию Тёмному, который по завещанию передал его своей жене Марии Ярославне. После смерти великой княгини в 1484 году Мячково стало дворцовой вотчиной. Уже в XVI веке часть села была пожалована Брусенскому монастырю.
В 1639 году в патриарших окладных книгах в Пехрянской десятине упоминается «церковь Успения в Государевом дворцовом селе Мячкове, деревянная». На тот момент селом владела великая государыня инокиня Марфа, мать царя Михаила Фёдоровича, первого из рода Романовых. В 1650 году село переходит стольнику Семёну Ивановичу Шеину. На тот момент в селе была деревянная церковь, двор вотчинников, 148 крестьянских и бобыльских дворов. В 1680-е село унаследовал его сын Алексей Шеин, при Петре Первом дослужившийся до генералиссимуса. По смерти Алексея Шеина село унаследовал его сын Сергей, а по его скорой смерти оно вновь стало дворцовым.
В 1729 году село было пожаловано недавно возведённому в графское достоинство Карлу Скавронскому, брату императрицы Екатерины I. Тот, в свою очередь, в духовной грамоте от 1729 года передал «пожалованное ему село Мячково с деревнями 165 дворов… в распоряжение жены до возраста детей». Далее село переходит сыну Карла Мартыну Скавронскому. После селом владел его сын Павел Скавронский, а затем вдова Павла Екатерина Энгельгардт. Энгельгардт вторым браком была замужем за графом Джулио Литта, известным в России под именем Юлий Помпеевич.
При графе Литта в селе Мячково был «дом деревянный с плодовитым садом» и деревянная церковь. В 1794 году на средства прихожан была возведена на каменном фундаменте деревянная церковь Успения. Опись 1797 года фиксирует, что в приходе церкви 218 дворов. В 1830 году священник Михаил Климентов насчитал у себя более 1700 взрослых «душ»: 877 крестьян и 874 крестьянки. Он же отмечал, что в селе живёт много раскольников: поповцев и беспоповцев.
В 1847 году Мячково перешло в ведомство Государственных имуществ. В 1851 году при церкви открыто церковноприходское училище. В 1865 году пожар уничтожил старую деревянную церковь, и ей на смену рядом выстроили новую деревянную церковь Успения. С 1868 году на средства потомственного почётного гражданина и кавалера Александра Ивановича Евсеева начали возведение каменного трёхпрестольного храма. В 1876 году строительство храма Успения Пресвятой Богородицы с приделами Илии Пророка и Святителя Николая Мирликийского завершили
В 2019 году в непосредственной близости к селу, несмотря на протесты местных жителей, в ущерб окружающей среде, властями был открыт один из крупнейших в Европе мусорных полигонов КПО «Юг». Строительные работы по возведению полигона шли без разрешения на проведение работ. КПО «Юг» был построен на землях сельхоз назначения, которые были незаконно переведены в категорию земель под промышленные объекты. Располагается на Подольско-Мячковском водоносном горизонте, что является угрозой заражения питьевой воды для большой части юга Московской области. Владелец объекта всячески сопротивлялся проведению общественной экологической экспертизы проекта. Местным активистам приходилось требовать через суд получения данных о воздействии на окружающую среду.

## Мячковский лук

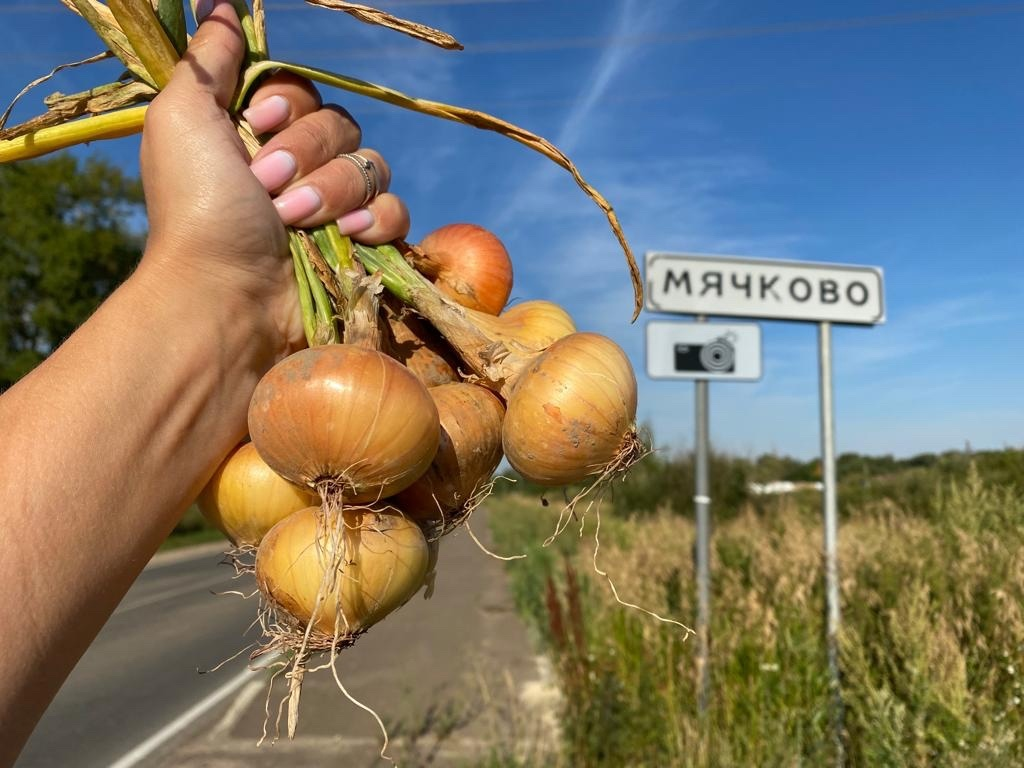
Мячковский лук убирают с полей. Июль—август 2022 г.

Большое значение для жителей села имел луковый промысел. Упоминание о нем находим в произведении «Коломна. Отрывок из путешественных записок о Московской губернии в отношении преимущественно к естественным её произведениям» Михаила Александровича Максимовича (1804—1873) — выдающегося учёного, естествоиспытателя, филолога, этнографа, философа, историка, писателя, переводчика, педагога, доктора славяно-русской филологии, члена-корреспондента Академии наук находим интересное упоминание о луковом промысле: «При сём замечу также, что не Коломна снабжает Москву луком, как некоторые писали, но находящееся от неё в 30 верстах селение Мячково, которое потому и называется Мячково-Луково, в отличие от Мячкова Каменного, Бронницкого уезда». А также в «Московских епархиальных ведомостях» за 1869 год: «От запада к юго-востоку протекает река Авужа, касаясь своими крутыми берегами двух сёл Непецино и Настасьино и опоясывая приход села Мячково. Которое в простонародье называется Луково-Мячково, вследствие того, что прихожане много сажают и сеют лу́ку…». В «Списках населенных мест Российской империи, составленные и издаваемые Центральным статистическим комитетом Министерства внутренних дел» по сведениям 1859 года к названию села Мячково добавлено в скобочках уточнение «Луково», что говорит о большом значении луководства в данном населенном пункте.
История гласит, что крестьянин из села Мячково Иван Секарёв, вернувшись с русско-турецкой войны из Болгарии, из-под города Плевны, привёз семена лука, который пришёлся по вкусу односельчанам. Лук стали возделывать в окрестностях коломенского села Мячково.
Впервые этот лук в промышленных масштабах стали производить в колхозе «Победа» Коломенского района. В 1938 году на базе колхоза «Победа» (с. Мячково Коломенского района) был создан Коломенский опорный пункт, относившийся к Грибовской селекционной опытной станции, где работу с сортом «Мячковский» проводила селекционер Зоя Яковлевна Винокурова. Путём длительного отбора был получен сорт «Мячковский местный». Проводилась работа по улучшению и размножению этого сорта. За свои выдающиеся качества сорт «Мячковский местный» в 1961 и 1969 годах на Международной выставке в г. Эрфурте (ГДР) награждался Большими золотыми медалями. А затем на основе сорта «Мячковский местный» в лаборатории селекции и семеноводства луковых культур ВНИИССОК был создан сорт «Мячковский 300».
За время, прошедшее от обороны Шипки до конца 1970-х годов, в Мячкове сменилось несколько поколений мастеров-луководов. Ещё в дореволюционное время лук экспонировался на Всемирной выставке в Париже, а в 1957 году получил медаль на международной выставке в ГДР. Три года подряд Мячковский лук украшал один из стендов ВДНХ СССР.
Мячковскому луку были посвящены десятки газетных и журнальных статей, брошюры. Научные сотрудники подмосковной Грибовской селекционной станции порою месяцами безвыездно жили в Мячкове. Не было, пожалуй, в то время делегации, приезжавшей в Коломенский район, которая бы не посчитала своим долгом побывать у здешних луководов.

## Население
| 2002 | 2006 | 2010 | 2014 |
| ---- | ---- | ---- | ---- |
| 213  | ↘193 | ↗255 | ↘197 |

## Мероприятия
В Мячково ежегодно проходит фестиваль событийного туризма «Лука-море!», посвящённый местному агрономическому бренду — Мячковскому луку. В центре села Мячково жители поставили своему кормильцу памятник, назвав его Луконей. Его торжественное открытие состоялось 28 августа 2009 года. Идея поставить памятник популярному овощу, принёсшему славу селу, принадлежит главе сельского поселения Радужное Светлане Тельновой — её вдохновил памятник огурцу в Луховицах. Увековечен этот овощ в камне в образе сказочного Чиполлино. Изготовили его в Москве, в центре изящных искусств «Гармония».
Ежегодно в конце августа на территории села проходит событийный гастрономический фестиваль «Лука — море!»; своими корнями праздник уходит в середину XIX века, когда Мячково было волостным центром. В этом зажиточном селе ежегодно 15 августа проводились ярмарки, куда поставлялись со всей округи продукты земледелия и мануфактурные товары. В программу праздника входят ремесленные ярмарки, народные мастер-классы, куриные бега, театрально-музыкальные представления и другие русско-народные развлечения.

## Успенская церковь
Первые упоминания о наличии Успенской церкви в селе Мячково относятся к 1368 году. Современное здание Церкви Успения Пресвятой Богородицы было построено 1868—1876 годы вместо сгоревшей деревянной церкви. В 1998 году начались реставрационные работы.
Настоятели:
- 2004—2008 — Кирилл Сладков.

## Мусорный полигон

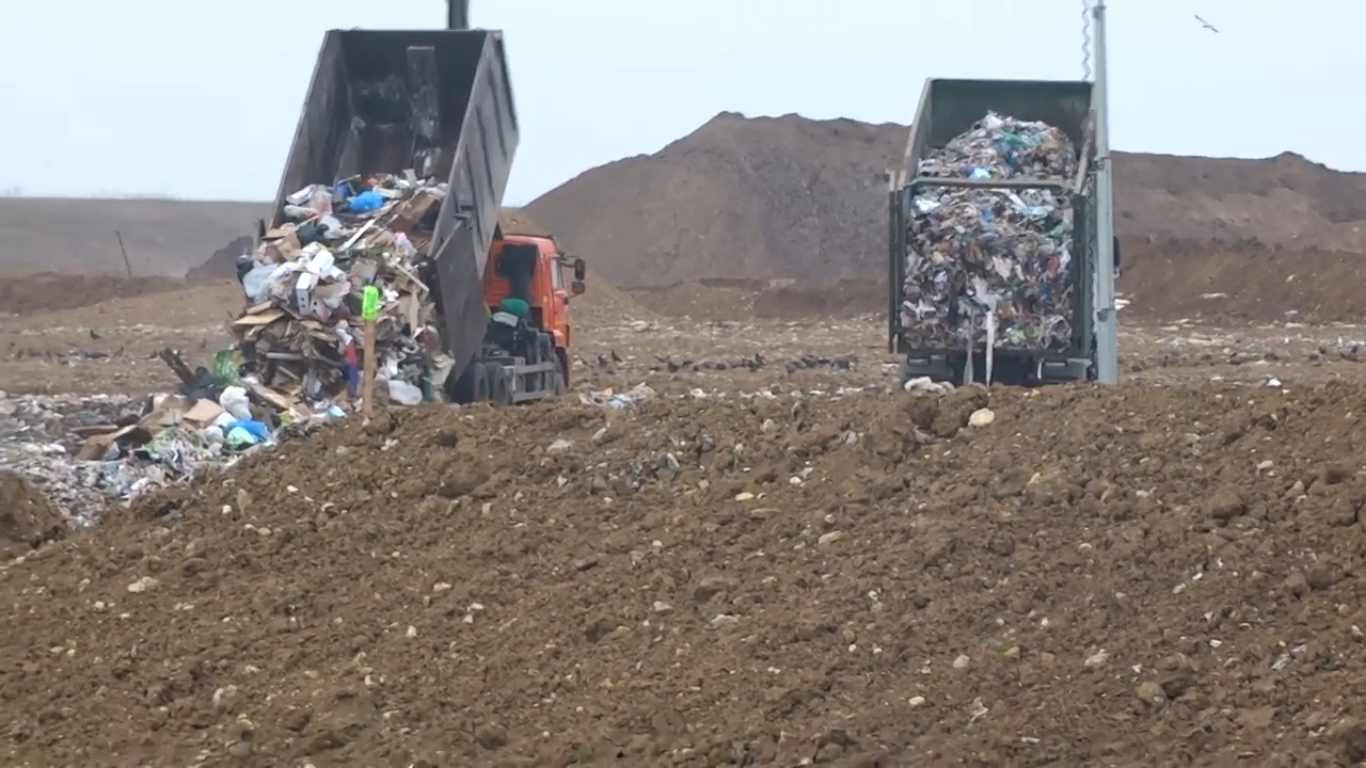
Мусоровозы вываливают отходы без сортировки на КПО ЮГ. Коломна. Мячково.

Вблизи Мячково несмотря на протесты местных жителей в конце 2019 года открыли мусорный полигон (КПО «Юг») мощностью до 650 000 тонн в год. КПО рассчитан на приём твёрдых бытовых отходов из ряда районов Московской области, ранее доставляющиеся на закрытый мусорный полигон «Воловичи». При этом фактически перерабатывается около 20 тысяч тонн, или 3 %, тогда как остальные отходы закапываются на полях полигона минуя переработку. Также производится регулярный сброс токсичной воды откачиваемой из навалов полигона с превышением в ней вредных веществ в десятки раз в местную реку Северка впадающую в Москва реку. На момент открытия КПО «Юг» стал крупнейшим в России.
Возведение объекта происходило без разрешения на строительство, с многочисленными нарушениями экологических норм, Земельного Кодекса, игнорировалось мнение и интересы местных жителей. Полигон построен в нескольких стах метрах от местного аэродрома «Северка», что также создаёт угрозу полётам самолётов. В радиусе поражения вредными газами из недр свалки оказываются города Коломна, Воскресенск и десятки сельских населённых пунктов, садовых товариществ, соответственно, в этих двух районах Московской области с численностью населения порядка 350 тысяч человек без учёта дачников.
По состоянию на 2023 год жители этих населённых пунктов регулярно ощущают сильную вонь от мусорного полигона. Однако, многочисленные жалобы граждан в соответствующие профильные инстанции и в органы власти не находят должного внимания и проблема с отравлением воздуха продолжает усугубляться по нарастающей.

## Люди, связанные с селом
- Степан Григорьевич Алишкин (1892—1956) — патриот, колхозник, один из инициаторов всенародного движения по сбору средств в Фонд обороны в период Великой Отечественной войны.
- Матвей Александрович Алонин (1879 — 25 ноября 1937) — православный священник (священник Матфей), расстрелян на полигоне в Бутово. 31 октября 1937 года он был арестован органами НКВД. Реабилитирован в 1989 году, прославлен в Соборе святых новомучеников и исповедников Российских.
- В. К. Базаров

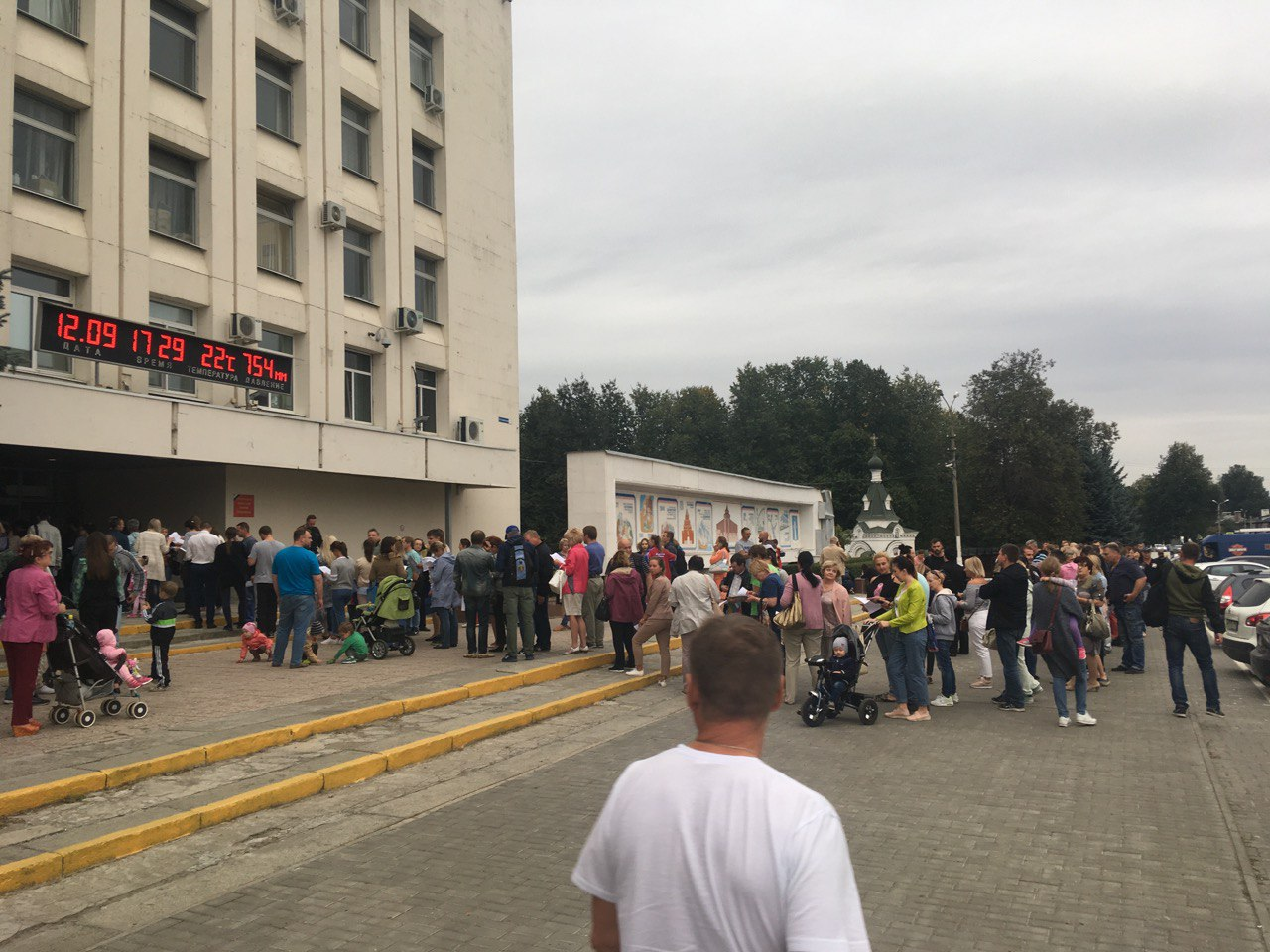
Жители Коломны голосуют на опросе против строительства мусорного полигона. 12/09/2018. Здание администрации.
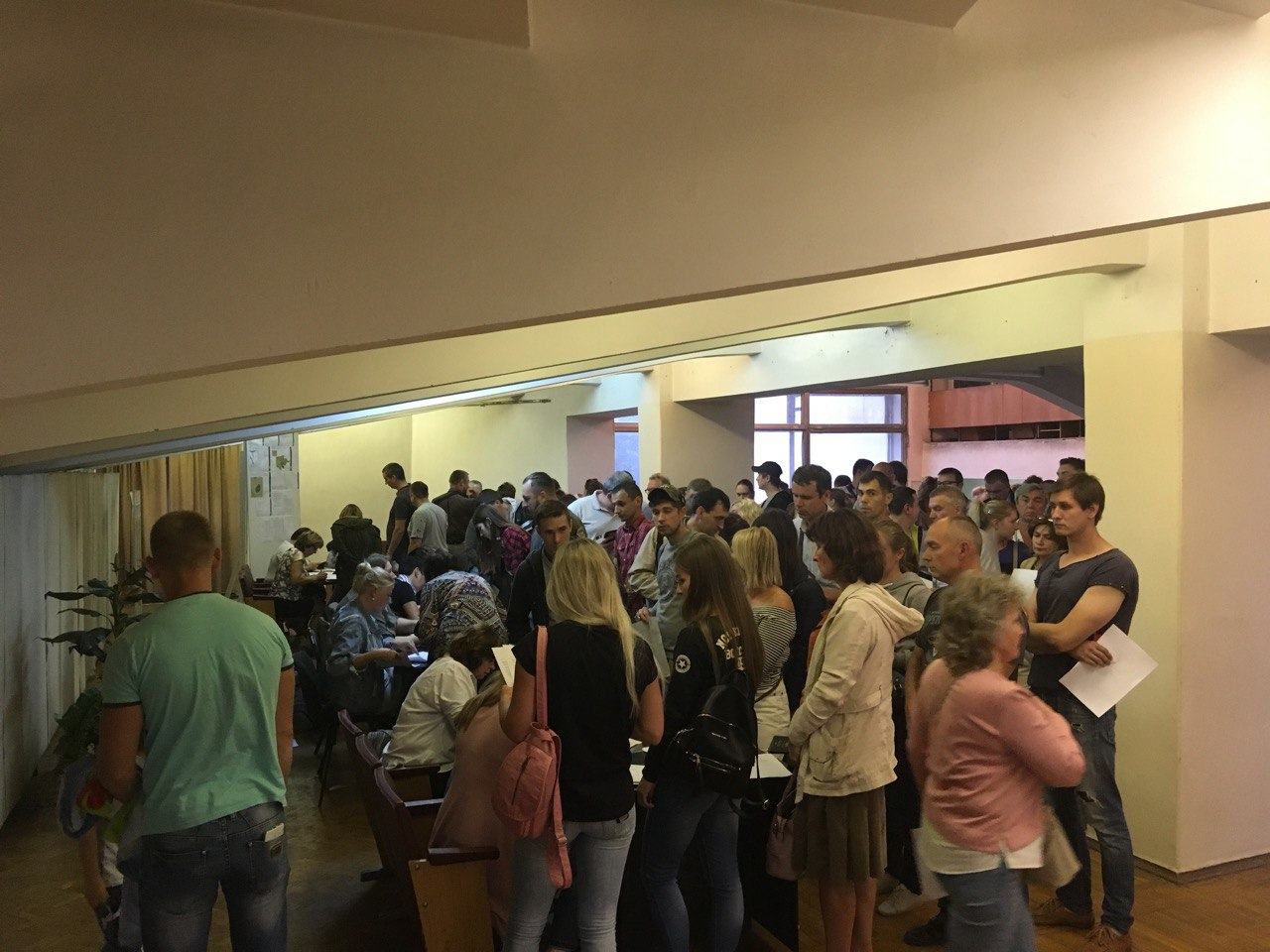
Жители Коломны голосуют на опросе против строительства мусорного полигона. 12/09/2018. Здание администрации.
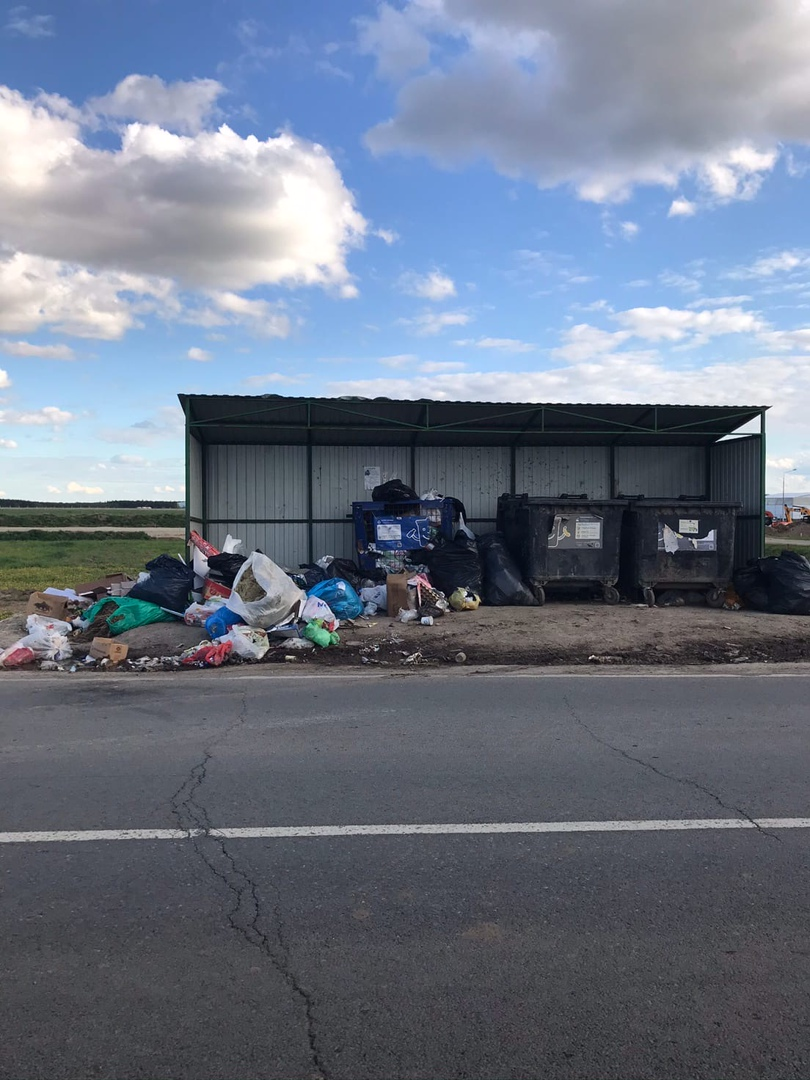
Последствия мусорной реформы. Помойка в селе Мячково.
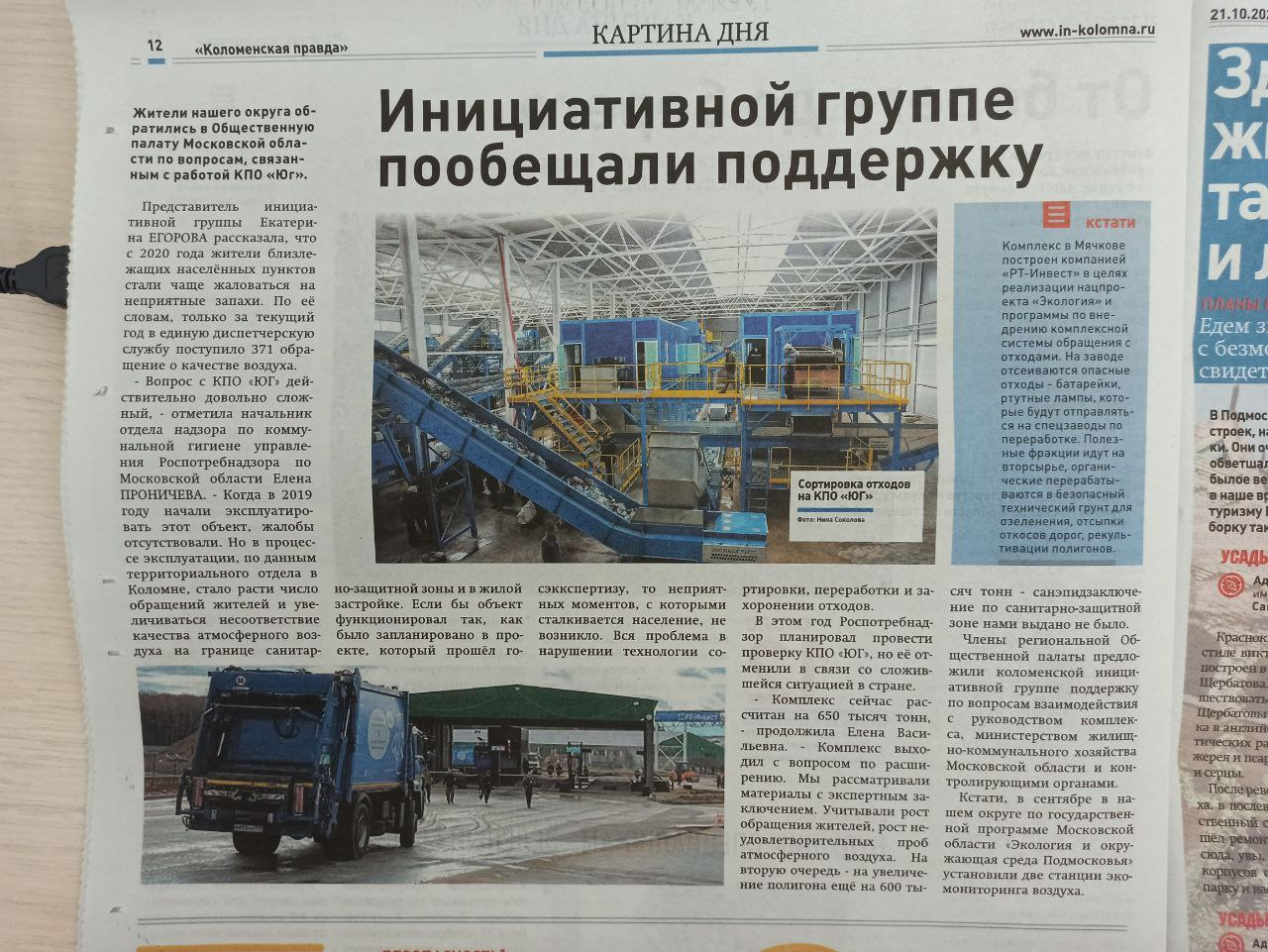
Сатья о КПО ЮГ. 21.10.2022. Коломенская Правда.
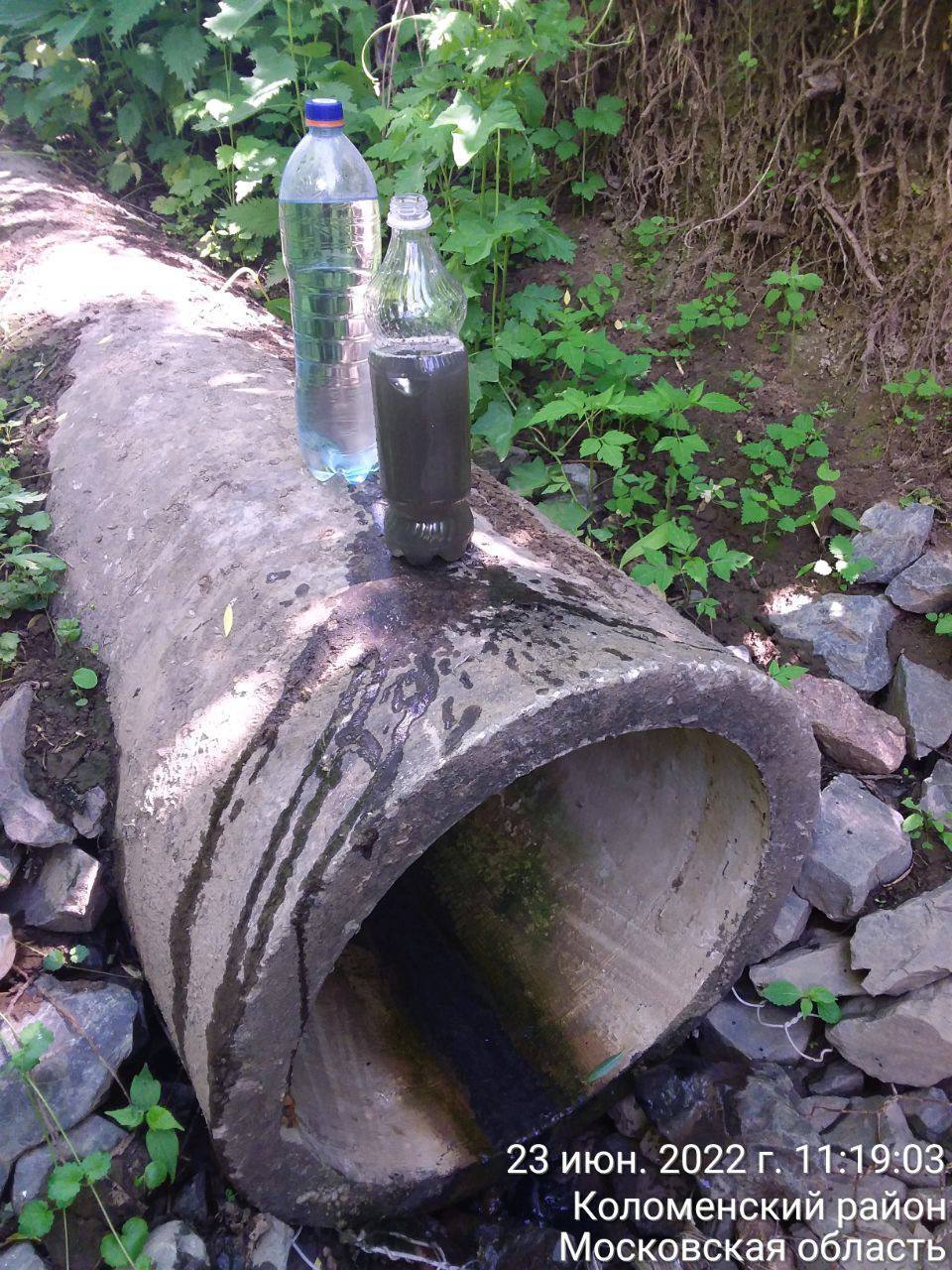
Сточная вода с полигона КПО ЮГ после "очистки". 23.06.2022.
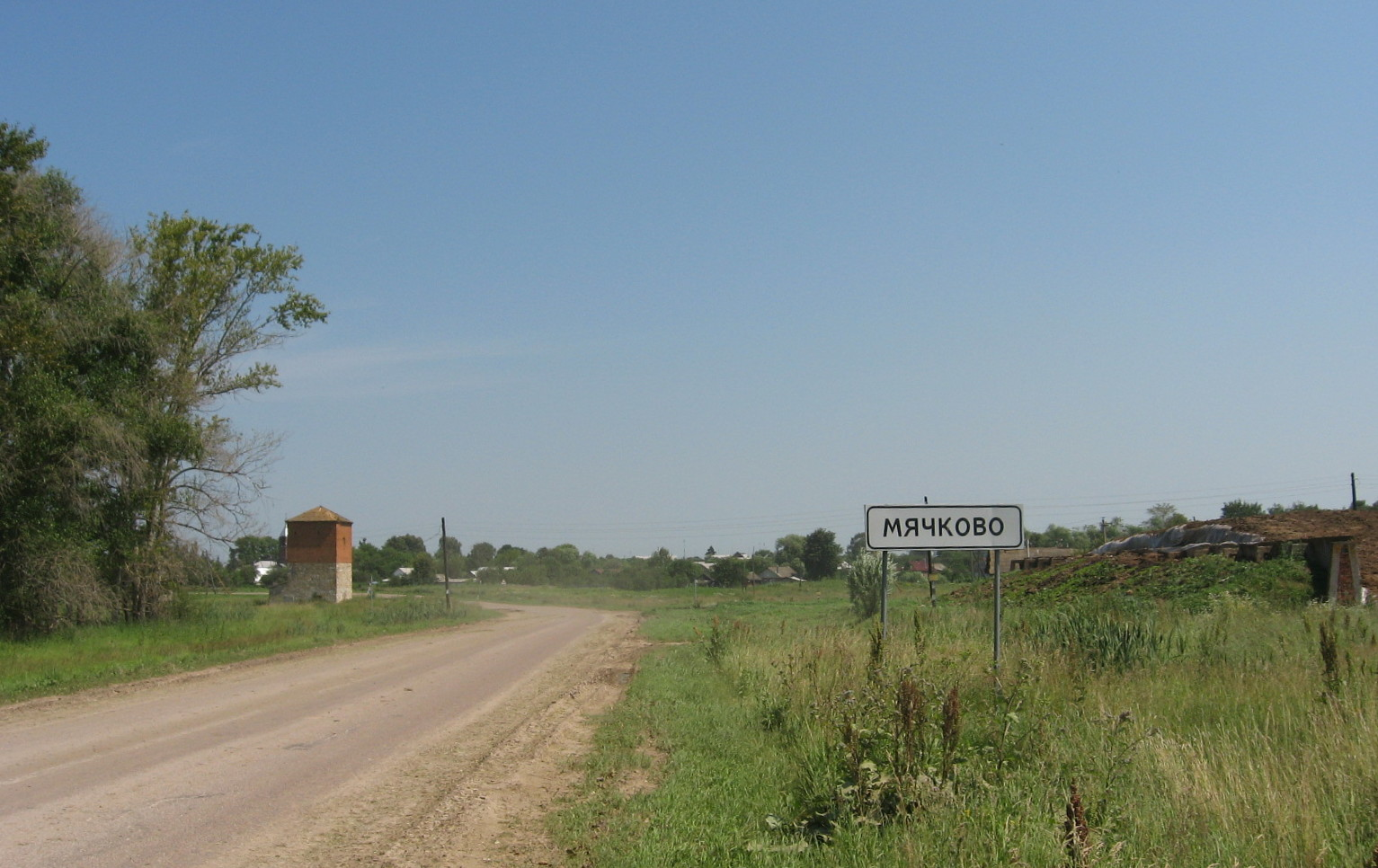
Дорожный знак на въезде в село.
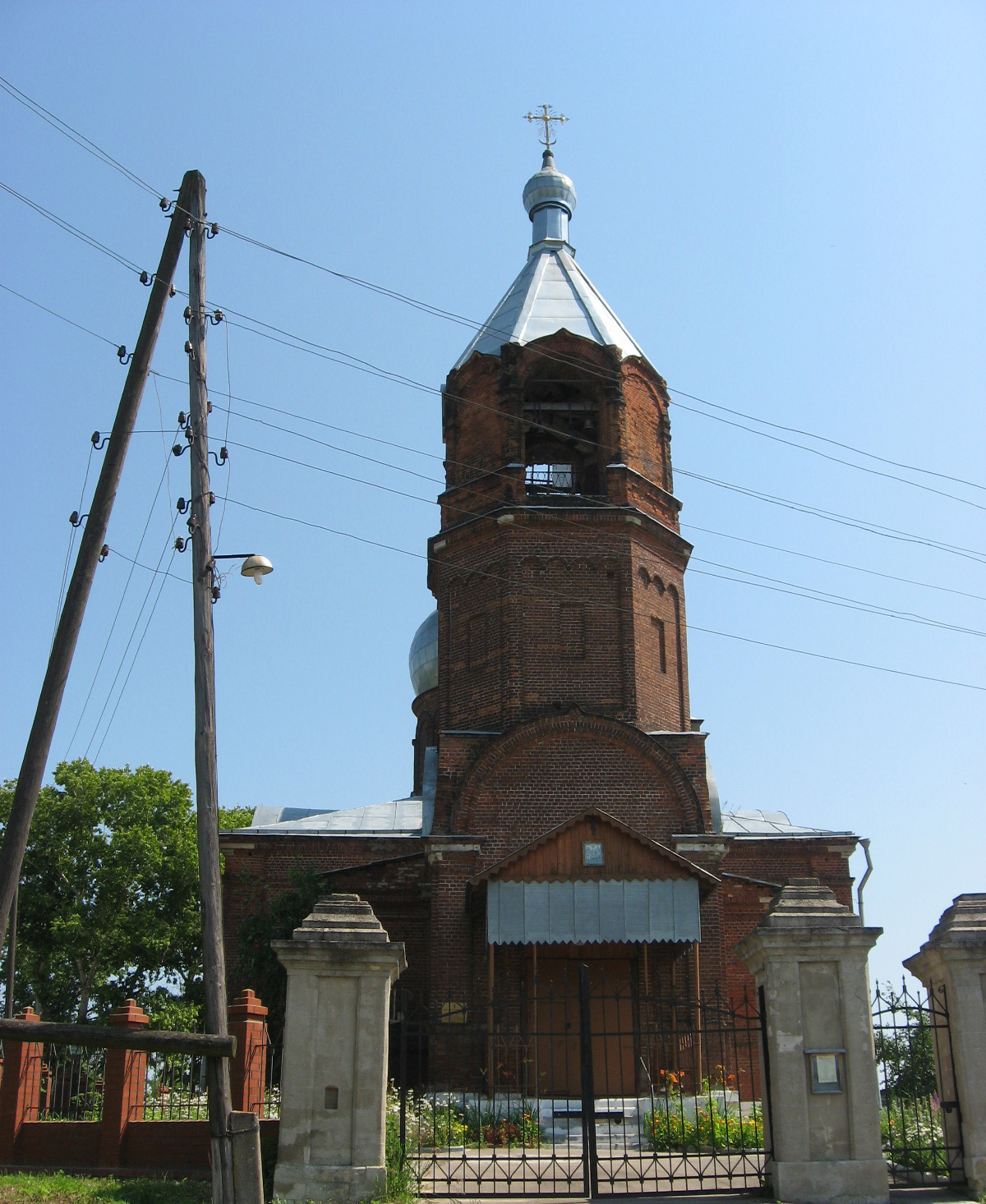
Храм в селе.
Ограда Церкви Успения Пресвятой Богородицы